# Dreanoveț, Ruse
Dreanoveț (în bulgară Дряновец) este un sat în comuna Beala, regiunea Ruse,  Bulgaria. 

## Demografie
Componența etnică a satului Dreanoveț
     Turci (18,91%)
     Bulgari (45,34%)
     Romi (28,07%)
     Nicio identificare (7,65%)
La recensământul din 2011, populația satului Dreanoveț era de 666 locuitori. Nu există o etnie majoritară, locuitorii fiind bulgari (45,34%), romi (28,07%) și turci (18,91%). Pentru 7,65% din locuitori nu este cunoscută apartenența etnică.